# Bolzano Novarese
Bolzano Novarese er en italiensk by (og kommune) i regionen Piemonte i Italien, med omkring 1.132(2023) indbyggere. 